# Sylfaen

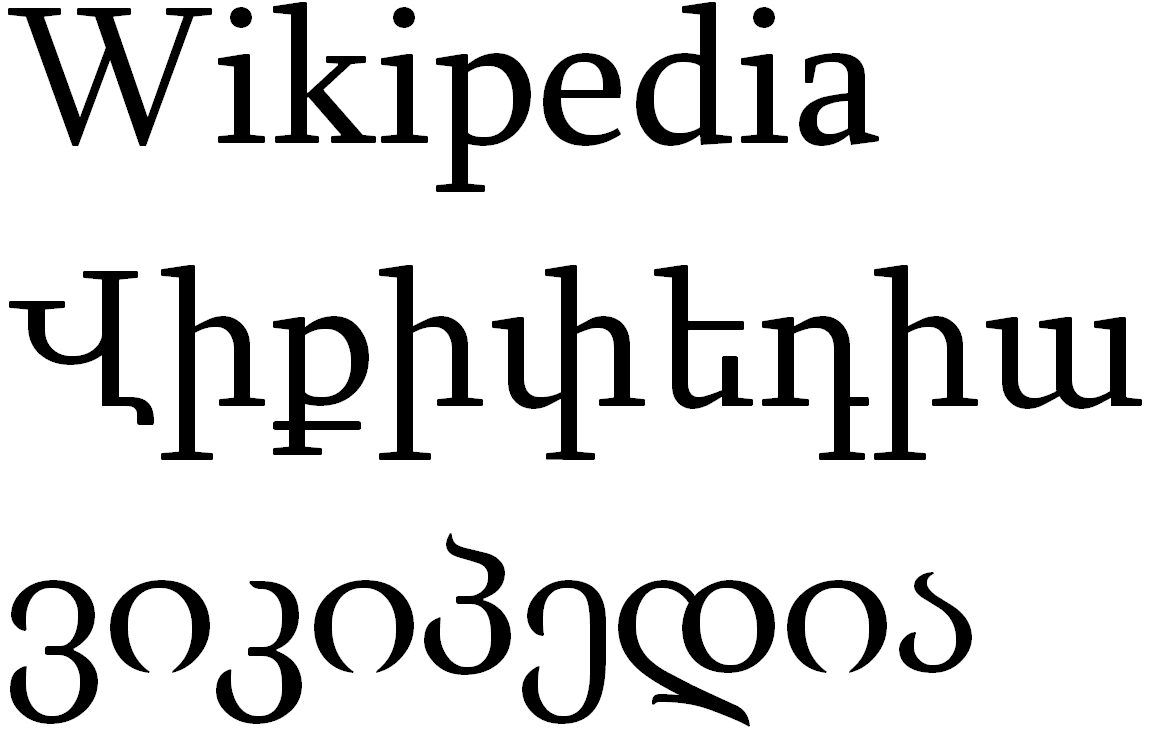
"Wikipedia" em inglês, armênio e georgiano, em Sylfaen.

Sylfaen é um fonte com serifa projetada em 1997 por John Hudson e W. Ross Mills da Tiro Typeworks, e Geraldine Wade da Monotype Typography.
A fonte é presente nos sistemas operacionais Windows e em alguns jogos, como o Civilization IV.